# دي إدواردز
دي إدواردز (بالإنجليزية: Dee Edwards)‏ هي مغنية أمريكية، ولدت في 19 يونيو 1945 في برمنغهام في الولايات المتحدة، وتوفيت في 25 يناير 2006 في ديترويت في الولايات المتحدة بسبب نوبة قلبية.

## وصلات خارجية
- دي إدواردز على موقع ميوزك برينز (الإنجليزية)
- دي إدواردز على موقع ديسكوغز (الإنجليزية)